# Orientació romàntica
La orientació romàntica fa referència al sexe de o al gènere del qual una persona és més propensa a enamorar-se i amb el qual pot tenir una relació romàntica. No necessàriament ha de coincidir amb la orientació sexual, que és només un sol dels components que defineix la atracció per una persona. Per exemple, encara que una persona pansexual pot sentir-se atreta sexualment per persones amb independència del seu sexe, pot experimentar atracció romàntica i intimitat només amb dones. Per a les persones asexuals, l'orientació romàntica sol considerar-se una mesura més útil de l'atracció que l'orientació sexual.

## Identitats romàntiques
En referència a qui se sent atret romànticament:
- Aromàntic: persona que no sent atracció romàntica per ningú.
- Heteroromantic (o heteromàntic): persona que sent atracció romàntica cap a persones del gènere oposat.
- Homoromàntic: persona que sent atracció romàntica cap a persones del seu mateix gènere.
- Biromantic: persona que sent atracció romàntica cap a persones de dos o més gèneres diferents.
- Panromantic: persona que sent atracció romàntica cap a persones de qualsevol, cada, i tots els gèneres.

En referència a com se sent atret romànticament:
- Al·loromàntic: persona que sent atracció romàntica envers qualsevol de manera freqüent i intensa.
- Demiromàntic: persona que sent atracció romàntica envers qualsevol dels anteriors però només després de formar un vincle emocional profund amb la persona.
- Grisromàntic: persona que sent atracció romàntica a altres de manera menys freqüent o menys intensa

Aquestes identitats vers a qui i a com s'enamora es poden combinar. Per exemple, una persona que se sent atreta per dos gèneres però de manera infreqüent es considera un Grisbiromàntic.

## Relació amb orientació sexual i l'asexualitat.
Les implicacions de les diferençes entre l'atracció romàntica i sexual no van ser del tot reconegudes, ni tampoc van ser estudades molt profundament. És comú descriure orientació sexual referint-se a l'atracció romàntica i a aquesta ùltima alhora. Les publicacions que investiguen la relació entre l'orientació sexual i l'orientació romàntica són limitades. Les dificultats per recopilar informació es deuen al fet que els participants en les enquestes dels diversos estudis tenen dificultats per identificar o distingir entre atraccions sexuals i romàntiques. Els individus asexuals experimenten poc a cap atracció sexual; tanmateix, encara poden experimentar atracció romàntica. Lisa M. Diamond afirma que l'orientació romàntica d'una persona pot diferir de l'atracció sexual. Encara que hi ha poques investigacions sobre la discordança entre l'atracció sexual i l'atracció romàntica en els individus, també coneguda com a orientació creuada, s'ha reconegut progressivament la possibilitat de fluïdesa i diversitat en les atraccions. Els investigadors Bulmer i Izuma han trobat que persones que s'identifiquen com aromantiques solen tenir actituds més negatives en relació al romanç. Mentre que aproximadament el 1% de la població s'identifica com asexual, el 74% d'aquestes persones va declarar tenir alguna forma d'atracció romàntica. L'organització japonesa de LGBT i asexuals, la Federació SRGM, ha declarat que "la confusió entre l'orientació sexual i l'orientació romàntica és una violació dels drets humans".

## Aromanticisme

Bandera aromàntica

Un dels atributs de les persones aromàtiques és que, tot i no sentir atracció romàntica, poden gaudir d'el sexe. Les persones aromàtiques no són incapaços de sentir amor; per exemple, seguiran sentint l'amor familiar, o el tipus d'amor platònic que s'expressa entre les amistats. Els individus que s'identifiquen com aromàtics poden tenir problemes per distingir l'afecte de la família i els amics del d'una parella romàntica.